# Йеллачич, Франц Осипович
Франц Осипович Елачич (Франц-Леопольд Иосифович Йеллачич; 1808—1888, Казань) — российский хирург, потомок Франца-Луки Йеллачича. Действительный статский советник; заслуженный профессор Казанского университета.

## Биография
Родился в Дерпте 7 (19) августа 1808 года в католической семье выходцев из австрийских славян.
Окончил Императорский Виленский университет в 1832 году со степенью доктора медицины. Для усовершенствования в науках был отправлен за границу. После возвращения в Россию, в 1834 году был избран советом Казанского университета ординарным профессором по кафедре хирургии (с 1 августа 1837 — кафедры оперативной хирургии и окулистики); с 19 июня 1835 по июль 1836 года был деканом медицинского факультета. Летом 1837 года был отправлен в заграничную командировку.
С 15 марта 1841 года состоял в чине статского советника. Сыграл выдающуюся роль в открытии университетской клиники и в 1845 году получил благодарность министра за её «благоустройство и процветание». С 30 декабря 1848 года был (без жалованья) консультантом городской больницы. Весной 1859 года, после выслуги 25 лет, намеревался оставить университет, но «по усиленным просьбам факультета и совета» отозвал прошение об отставке и 25 сентября был оставлен на следующее пятилетие, а 30 сентября получил звание заслуженного ординарного профессора. С 11 января 1856 года состоял в чине действительного статского советника.
Имел в Казани каменный двухэтажный дом, в селе Никифорово Тетюшского уезда — 177 душ крестьян и 1200 десятин земли.
В апреле 1861 года оставил Казанский университет. Славился и как искусный хирург и диагност-терапевт. В 1881 году был консультантом в Родионовском институте благородных девиц.
Умер в Казани 12 апреля 1888 года.

## Семья
Был женат на Марии Тимофеевне Разумовской (?—13.11.1881). Их дети: Николай (05.09.1841—?), Юлия (12.04.1843, Петербург — 1913, Москва); Михаил (26.04.1845—?), Александр (21.02.1847—?), Любовь (15.03.1853—?). Род был внесён в 3-ю часть дворянской родословной книги Казанской губернии по определению Казанского дворянского депутатского собрания от 24 июня 1854 года и утверждён указом Герольдии от 4 октября 1854 года.